# Міщенко Іван Полікарпович
Міщенко Іван Полікарпович (18 (30) січня 1894—1970) — український патофізіолог і радіолог, доктор медичних наук (1938), професор, директор Українського рентгено-радіологічного інституту в Харкові (1937—1938), завідувач кафедри патофізіології Самаркандського медичного інституту (1950—1965).
Народився в Таврійській губернії. Випускник медичного факультету Київського університету 1919 року. 1922 року почав працювати асистентом на кафедрі загальної патології Харківського медичного інституту. Там під керівництвом Олександра Репрєва захистив дисертацію на тему «Про процеси синтезу й аналізу в раковому організмі на основі обміну азота» (рос. О процессах синтеза и анализа в раковом организме на основе обмена азота).
У 1938 році на I з'їзді онкологів УРСР у Харкові виступив з доповіддю «Про ракову кахексію».
Паралельно працював завідувачем експериментально-біологічного центру Українського рентгено-радіологічного інституту, а 1937—1938 року був директором цього інституту. Також у 1938 році працював науковим співробітником Інституту клінічної фізіології АН УРСР.
У 1950—1965 роках очолював кафедру патофізіології Самаркандського медичного інституту.
Наукові дослідження присвячені впливу іонізуючого випромінювання на живі організми. Також досліджував лікування онкологічних пухлин.
Керівник 3 докторських і 22 кандидатських дисертацій.

## Наукові праці
Автор 107 праць українською, російською, німецькою та французькою мовами.
- Мищенко, И. Влияние рентгеновских лучей на эритропоэз // Эксперим. и клин. рентгенология. 1928. Вып. 2
- Мищенко, И. Некоторые данные о влиянии рентгеновских лучей на функцию ретикулоэндотелиальной системы // Вест. рентгенологии. 1929. Т. 7, № 6
- Мищенко, И. О применении пролана при экспериментальной злокачественной опухоли // Вопр. онкологии. 1935. Т. 7 (співавт.)
- Мищенко, И. О процессах синтеза и анализа в раковом организме по данным азотистого обмена. Х., 1940.
- Мищенко, И. 30 лет со дня смерти профессора А. В. Репрева // Патологическая физиология и экспериментальная терапия. 1960. — Т.5. — С.91-92.